# Pierre Gemayel

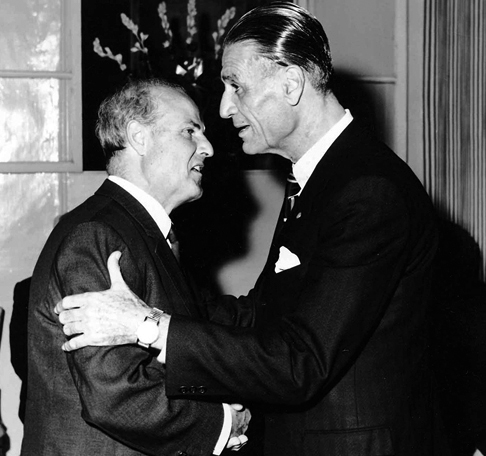
Pierre Gemayel (rechts) mit W. Hawi

Pierre Gemayel (arabisch بيير الجميّل Pyēr Dschumayyil, Libanesisch-Arabisch Pyēr Žmayyel; * 1. oder 6. November 1905 in Bikfaya; † 29. August 1984 ebenda) war ein libanesischer Politiker.

## Jugend
Nach dem Studium an der Université Saint-Joseph in Beirut durchlief er eine Ausbildung als Apotheker. Während seines Besuchs der Olympischen Spiele 1936 in Berlin wurde er inspiriert von den nationalsozialistischen Jugendgruppen, von deren Disziplin er beeindruckt war.

## Politische Karriere
Aus einer politischen Familie stammend, die schon während des Osmanischen Reichs als libanesische politische Dynastie entstand, war sein politischer Weg vorgegeben und er stieg in die Politik ein.

### Gründung der Phalange
Nach seiner Rückkehr aus Deutschland 1936, wo ihn Adolf Hitler persönlich als Gast empfangen hatte, gründete er eine rechtsgerichtete Jugendbewegung. Im Jahre 1937 wurde daraus die Kata’ib oder Phalangistische Partei mit Gemayel als ihrem Vorsitzenden. Der Name war den spanischen Falangeisten entlehnt. Die Partei wurde eine wichtige politische christliche Bewegung, besonders der Maroniten, im Libanon. Den Vorsitz hatte Pierre Gemayel bis 1980 inne.

### Politischer Aufstieg
Im Jahre 1960 wurde er erstmals in das libanesische Parlament gewählt und hatte mehrere Ministerposten in den Regierungskabinetten. Er kandidierte zweimal (in den Jahren 1964 und 1970) für die Präsidentschaft der Libanesischen Republik, hatte jedoch beide Male keinen Erfolg.

## Familie
Seine Familie spielte eine bedeutende Rolle in der libanesischen Politik. Während des Ausbruchs des libanesischen Bürgerkrieges wurde eine Miliz der Phalangisten gegründet, die einer seiner Söhne leitete.
Sein Sohn Bachir Gemayel, der während des Bürgerkriegs enge Beziehungen zu Israel geknüpft hatte, wurde im September 1982 kurz nach der Wahl zum Präsidenten durch ein Bombenattentat ermordet. Einen Tag später empfing Pierre Gemayel den israelischen Verteidigungsminister Ariel Scharon in Bikfaya zu einem Kondolenzbesuch. Am selben Tag hatten israelische Truppen erstmals Teile Beiruts besetzt. Laut Aussagen Scharons gegenüber der Kahan-Kommission dankte Pierre Gemayel ihm bei diesem Gespräch für die israelische Unterstützung und äußerte die Hoffnung, dass die Beziehungen sich weiterentwickeln würden. Sein älterer Sohn Amin Gemayel wurde eine Woche später zum Nachfolger Bachirs als libanesischer Präsident gewählt.